# ベンラート線

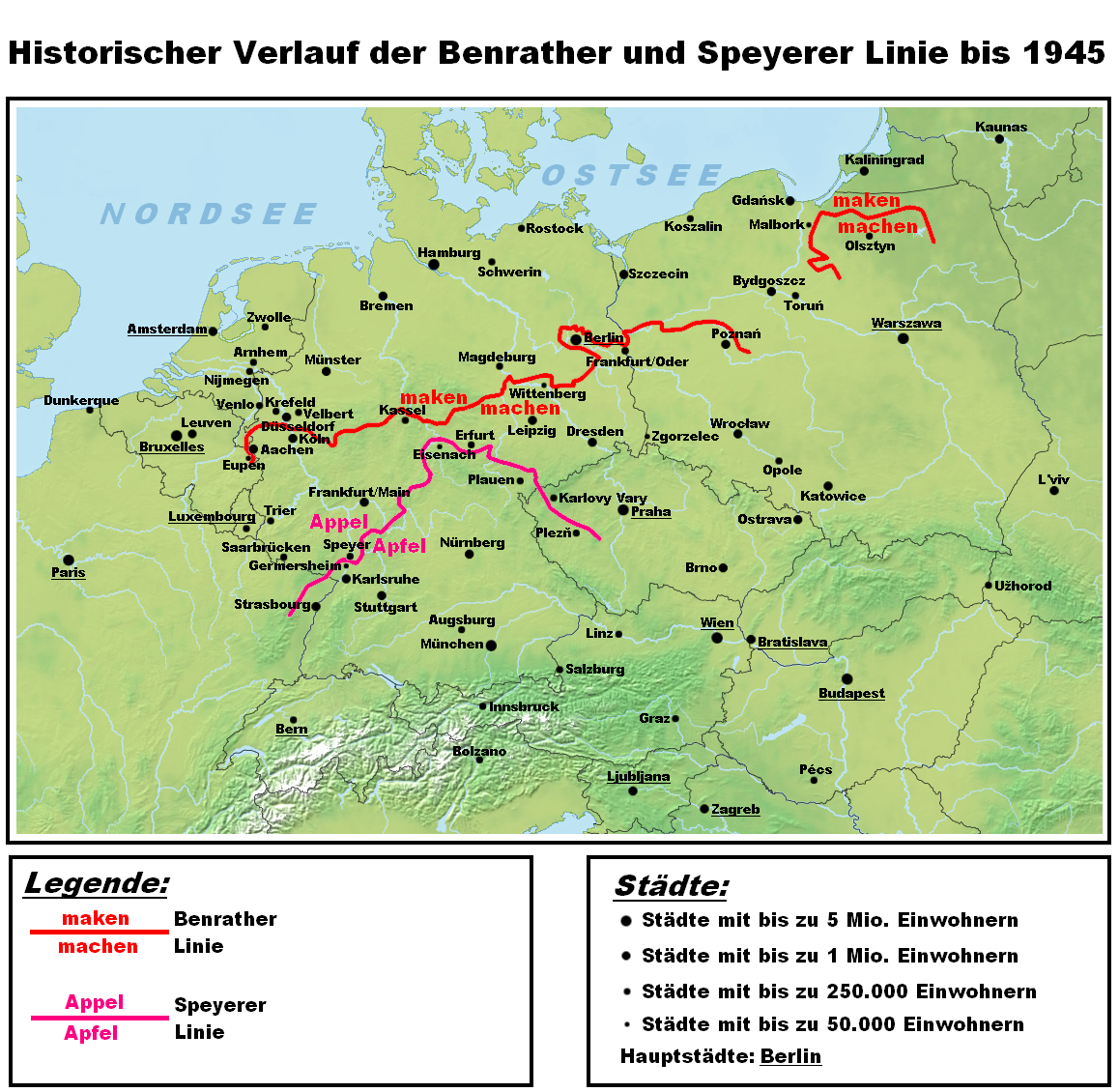
Benrather (maken/machen)とSpeyerer Linie (Appel/Apfel)、メインisoglosses大陸西ゲルマン語。

ベンラート線（独：Benrather Linie）はドイツ語に関する等語線の一。第二次子音推移によって古い語中の[k]が[x]と発音される地域(ベンラート線より南)と、[k]のままである地域(ベンラート線より北)の境界線。ドイツ語のmachen（作る）を例語としてmaken-machen線とも呼ぶ。ドイツ西部のデュッセルドルフのベンラートからオルペ、カッセル、ノルトハウゼン、アシャースレーベン、デサウ・ロスナウを通りドイツ東部のフランクフルト・アン・デア・オーダーの付近にいたる。第二次子音推移による破裂音の摩擦化の分布は、子音k,t,pとその位置によって小異がある。語中のkが摩擦化した地域とそうでない地域を分かつベンラート線は、語末のkの摩擦化の境界線であるユルディンゲン線よりわずかに南にあり、一方で語中のpの破擦化の境界線であるシュパイアー線よりは比較的北にある。
ベンラート線やユルディンゲン線は、1877年にゲオルク・ヴェンカーによって命名された。